# Бастион (фильм, 2011)
«Бастион» (англ. Rampart) — американская криминальная драма режиссёра Орена Мовермана. Премьера состоялась на Международном кинофестивале в Торонто 10 сентября 2011 года.
Слоган фильма: «Самый коррумпированный полицейский, которого вы когда-либо видели на экране».

## Съёмки
Съёмки фильма начались в октябре 2010 года и длились около года. Мировая премьера состоялась 10 сентября 2011 года на Международном кинофестивале в Торонто, Канада. Затем фильм показали в Испании, на Международном кинофестивале в Сан-Себастьяне. 23 ноября состоялся показ фильма в Лос-Анджелесe, Калифорнии, а уже в феврале фильм вышел в ограниченный прокат в США. В России фильм не выпускался.

## Сюжет
В основу сюжета положен реальный скандал вокруг спецотдела полицейского департамента Лос-Анджелеса, когда более полусотни офицеров предстали перед внутренней администрацией по обвинению в коррупции и превышении должностных полномочий, иными словами: о продажных копах, что является, пожалуй, худшим вариантом коррупции в государстве, ведь полицейские должны обеспечивать порядок и сажать переступивших закон в тюрьму, а не являться как раз теми самыми преступниками… Но однажды в Лос-Анджелесе произошёл беспрецедентный случай — были уличены в коррупции более пятидесяти полицейских и все они предстали перед судом. Офицер, случайно втянутый в это громкое дело, всячески пытается восстановить своё доброе имя и честную репутацию.

## В главных ролях
- Вуди Харрельсон — Дэвид Дуглас Браун
- Джон Бернтал — Дэн Морон
- Бен Фостер — генерал Терри
- Энн Хеч — Екатерина
- Айс Кьюб — Кайл Тимкинс
- Синтия Никсон — Барбара

## Награды
- Победа — African American Film Critics Association — лучший актёр
- Номинация — Independent Spirit Award — лучшая мужская роль[4]
- Номинация — Satellite Award — лучший актёр[4]